# لاوتون
longitudeلاوتونlatitudeلاوتون
لاوتون (به انگلیسی: Loughton) یک شهرک در بریتانیا است که در اسکس واقع شده‌است.

## خصوصیات
لاوتون ۱۵٫۳۰ کیلومترمربع مساحت و ۳۱٬۱۰۶ نفر جمعیت دارد.